# Majorité présidentielle
En France, la majorité présidentielle désigne sous la Cinquième République les partis politiques et groupes parlementaires qui soutiennent l'action du président de la République française lorsqu'ils sont majoritaires à l'Assemblée nationale.
La majorité présidentielle a varié en fonction de l'étiquette politique du chef de l'État français.

## Présidence de Charles de Gaulle
L'élection présidentielle française de 1958 ayant eu lieu après les élections législatives, la campagne électorale de ces dernières est surtout centrée sur le soutien ou l'hostilité au régime de la Cinquième République nouvellement instaurée. Seuls le Parti communiste français et quelques personnalités isolées, comme Pierre Mendès France ou François Mitterrand font alors figure d'opposition.
Après l'élection de De Gaulle, le gouvernement dirigé par Michel Debré reçoit le soutien d'une majorité plus étroite, orientée à droite : c'est la première majorité présidentielle. Elle est composée jusqu'en 1962 des 200 députés de l'Union pour la nouvelle République (UNR), le parti gaulliste, auxquels s'adjoignent les 117 élus du Centre national des indépendants et paysans (CNIP) et les 66 membres de la Formation administrative des élus d'Algérie et du Sahara (FAEAS). 64 élus du Mouvement républicain populaire (MRP) apportent en outre un soutien ponctuel sans toutefois participer de manière explicite aux affaires du gouvernement.
En 1962, divisée sur la question de l'élection du chef de l'État au suffrage direct, la majorité explose. Seuls l'UNR et ce qui restait alors de la FAEAS sous le nom de Regroupement national pour l'unité de la République (RNUR) continuent de soutenir De Gaulle. Après la censure du gouvernement de Georges Pompidou, De Gaulle prononce la dissolution de l'Assemblée nationale, provoquant l'organisation d'élections législatives anticipées.
Les élections législatives de novembre 1962 donnent une nouvelle majorité à De Gaulle, avec le soutien de 229 députés gaullistes de l'UNR-UDT et de 35 élus Républicains indépendants, scissionnistes du CNIP. Les 55 députés du Centre démocratique, issu du MRP, apportent à nouveau un soutien ponctuel sans pour autant intégrer la majorité à proprement parler. Cette politique est remise en question à l'occasion de l'élection présidentielle de 1965, qui voit Jean Lecanuet, président du MRP, se présenter contre De Gaulle. Le MRP, reconverti en Centre démocrate, adopte alors une posture nettement plus critique.
Le scrutin de 1967 marque un changement : minoritaires, les 200 députés de l'Union démocratique pour la Ve République et les 42 Républicains indépendants doivent passer un accord avec les 41 élus centristes du groupe Progrès et démocratie moderne pour former un nouveau gouvernement de coalition, toujours sous la direction de Georges Pompidou.
Cette expérience est de courte durée : les législatives de juin 1968 voient le triomphe de la droite. À l'écrasante majorité gaulliste, forte de 293 députés UDR s'adjoignent 61 Républicains indépendants. Le schéma gouvernemental classique est reconduit à cette occasion. Mais, divisée sur la question du référendum sur la réforme du Sénat et la régionalisation, la majorité explose quelques mois plus tard : l'UDR soutient le « oui » tandis que les RI préfèrent prendre position pour le « non ». Le rejet du texte conduit De Gaulle à la démission.

## Présidence de Georges Pompidou
Après son élection, Pompidou se repose sur la forte majorité gaulliste issue des législatives de 1968, recevant dans le même temps le renfort du Centre démocratie et progrès, scission du Centre démocrate, et des Républicains indépendants sous l'impulsion de Valéry Giscard d'Estaing, qui avaient tous fait bloc derrière sa candidature à la présidence de la République.
Cette majorité, regroupée sous la bannière de l'Union des républicains de progrès (URP) reste en place après les élections législatives de 1973, malgré un important reflux et au prix de plusieurs accords de désistement avec le Mouvement réformateur. La survie de la majorité dépend alors de la cohésion de la coalition UDR-RI-CDP, la désaffection d'un des trois groupes amenant nécessairement l'expérience à son terme. La mort de Pompidou en 1974, avant la fin de son mandat, est à l'origine de nouvelles divisions, gaullistes et Républicains indépendants prenant la décision de présenter des candidats distincts.

## Présidence de Valéry Giscard d'Estaing
L'élection de Valéry Giscard d'Estaing bouleverse le jeu politique : le chef de l'État n'appartient plus à la mouvance gaulliste mais à celle de la droite libérale. Giscard d'Estaing élargit la majorité présidentielle en recevant le renfort du Centre démocrate et de plusieurs autres composantes du Mouvement réformateur, en particulier le Parti radical valoisien. C'est la fin du centrisme d'opposition. Le groupe gaulliste demeurant tout de même le plus important de la majorité, le nouveau président décide de nommer un Premier ministre issu de ses rangs, Jacques Chirac. L'expérience fait long feu du fait des mauvaises relations qu'entretiennent les deux hommes. En aout 1976, Chirac démissionne. Raymond Barre, non-encarté mais réputé proche du centre-droit lui succède : les gaullistes ne contrôlent ni l'Élysée, ni Matignon : un nouveau rapport de force s'installe.
La même année, le groupe des Réformateurs démocrates sociaux, issus du Mouvement réformateur dont fait partie le Centre démocrate, fusionne avec le groupe de l'Union centriste initié par le Centre démocratie et progrès pour créer le Centre des démocrates sociaux (CDS), fort d'un groupe parlementaire d'une soixantaine de membres. En 1978 le CDS fusionne avec le Parti républicain, créé en 1977 par les Républicains indépendants, pour former l'Union pour la démocratie française (UDF), fédérant l'ensemble de forces de la droite non-gaulliste autour de la personne du président Giscard d'Estaing. La majorité présidentielle se compose alors de l'UDF et du Rassemblement pour la République (RPR), nouveau nom du parti gaulliste.
Les élections législatives de 1978 aboutissent à une reconduction de cette majorité, mais dans le cadre d'un nouveau rapport de force. Le gaullisme perd définitivement son hégémonie au sein de la droite : le RPR compte 154 élus, l'UDF 123. Toujours sous l'égide de Raymond Barre, la majorité RPR-UDF soutient Giscard d'Estaing jusqu'à la fin de son mandat, en 1981.

## Présidence de François Mitterrand
L'élection du socialiste François Mitterrand en 1981 entraine la dissolution de l'Assemblée nationale. Sous l'influence de la vague rose, le nouveau président obtient une très forte majorité. Aux 266 députés du Parti socialiste s'ajoutent 44 élus du Parti communiste, 14 députés du Mouvement des radicaux de gauche (MRG) et quelques élus divers gauche. L'Union de la gauche, jusque-là cartel électoral, devient une véritable coalition. Un gouvernement intégrant des représentants de l'ensemble des composantes de la nouvelle majorité présidentielle est mis en place sous la direction du socialiste Pierre Mauroy.
Cette majorité éclate en 1984 lorsque le PCF se retire du gouvernement à la suite du tournant de la rigueur. Les élections législatives de 1986 voient finalement la défaite de la majorité formée du PS, de quelques élus indépendants et d'un MRG devenu marginal. Le RPR et l'UDF disposant d'une majorité absolue au Parlement, et ce même si le groupe socialiste demeure le premier de l'assemblée, Jacques Chirac est chargé de former un nouveau gouvernement orienté à droite. C'est la fin de la majorité présidentielle et le début de la Première cohabitation.
La nette victoire remportée par Mitterrand au second tour de l'élection présidentielle de 1988 contre Jacques Chirac le persuade de dissoudre à nouveau l'Assemblée nationale. C'est une semi-victoire : la nouvelle majorité présidentielle issue des élections législatives de 1988 n'est que relative. Sous l'égide de Michel Rocard puis d'Édith Cresson et de Pierre Bérégovoy, les socialistes sont contraints à de perpétuels mouvements de balancier, tantôt vers les 25 députés communistes, tantôt vers les 41 élus de l'Union du centre formée par les députés UDF favorables à la stratégie d'ouverture au centre voulue par Rocard.
Les élections législatives de 1993, caractérisées par une victoire écrasante de la droite, marquent définitivement la fin de la majorité présidentielle mitterrandienne. Un nouveau gouvernement formé par Édouard Balladur s'installe jusqu'à la fin du mandat de Mitterrand.

## Présidence de Jacques Chirac
Élu en mai 1995, Jacques Chirac décide de s'appuyer sur la majorité RPR-UDF de 1993 pour former un nouveau gouvernement de droite sous la direction d'Alain Juppé. La première majorité présidentielle chiraquienne, avec un total de 472 élus, est la plus large que le régime ait connu jusqu'à présent.
Mis en difficulté par un vaste mouvement social s'opposant aux projets de réforme des retraites de Juppé, Chirac décide de ne pas attendre la fin de la législature et dissout l'Assemblée nationale, espérant prendre de court la gauche. Cette stratégie se solde par un échec : le 1er juin 1997, le PS et ses alliés l'emportent sur le fil. Une nouvelle majorité dirigée par le socialiste Lionel Jospin se met en place sous le nom de « Majorité plurielle ». La Troisième cohabitation durera jusqu'à l'élection présidentielle de 2002.
Facilement réélu à la tête de l'État au terme d'un second tour l'opposant à Jean-Marie Le Pen, Jacques Chirac reçoit un mois plus tard l'appui d'une très forte majorité de droite lors des élections législatives : son nouveau parti, l'Union pour la majorité présidentielle (UMP), né de la fusion du RPR et de Démocratie libérale (scission de l'UDF) avec le renfort d'une majorité de cadres de l'UDF, remporte 400 sièges à l'Assemblée nationale. L'UDF survit toutefois au travers d'une trentaine d'élus menés par François Bayrou, qui intègrent dans un premier temps la majorité présidentielle avant de reprendre leur indépendance à la fin de la législature sans pour autant rallier l'opposition.

## Présidence de Nicolas Sarkozy
Élu en mai 2007, Nicolas Sarkozy s'emploie à bousculer les clivages politiques traditionnels en nommant au gouvernement plusieurs personnalités issues du Parti socialiste et de l'UDF alors même que ces deux partis n'ont pas rejoint la majorité. S'ensuivent un certain nombre de scissions et d'exclusions impliquant quelques recompositions mineures. Les élections législatives de 2007 voient la victoire de l'UMP et des députés sortants de l'UDF qui n'ont pas voulu suivre François Bayrou dans sa nouvelle stratégie d'indépendance vis-à-vis du parti de droite. Ces derniers se présentent pour la plupart d'entre eux sous l'étiquette Nouveau Centre (NC), mais d'autres préfèrent demeurer sans affiliation. Dans tous les cas, l'ensemble des candidats aux législatives souhaitant soutenir l'action de Nicolas Sarkozy est invité à reprendre à leur compte le slogan « Ensemble dans la majorité présidentielle ».
La multiplication des partis membres de la majorité présidentielle non-affiliés à l'UMP incite Sarkozy à renforcer la cohésion de sa majorité en créant un « comité de liaison de la majorité présidentielle ». Celui-ci inclut dans un premier temps l'UMP et le Nouveau Centre, ainsi que La Gauche moderne et Les Progressistes, dirigés respectivement par les secrétaires d'État ex-PS Jean-Marie Bockel et Éric Besson. Le Parti radical valoisien et le Forum des républicains sociaux (FRS), bien qu'associés à l'UMP, disposent de représentants distincts pour faciliter l'élaboration de listes communes de la majorité présidentielle en vue des élections européennes de 2009. Le succès relatif de la majorité présidentielle aux élections européennes (elle arrive en tête, sans toutefois être majoritaire) amène à un renforcement des rôles et prérogatives de ce comité de liaison, rejoint durant l'été par le Mouvement pour la France (MPF) puis par Chasse, pêche, nature et traditions (CPNT). Le comité entretient une activité régulière, se réunissant une fois par mois.
Lors de la composition du gouvernement Fillon 3, en novembre 2010, Nicolas Sarkozy met fin à l'ouverture. Les membres du gouvernement appartenant à la gauche ne sont pas reconduits. Cependant la présence du centre au gouvernement est maintenue avec la présence de deux ministres centristes (trois à partir du 29 juin 2011).

## Présidence de François Hollande
Élu en mai 2012, François Hollande nomme un premier gouvernement dirigé par le socialiste Jean-Marc Ayrault. Ce gouvernement comprend une majorité de ministres issus du Parti socialiste mais également des ministres d'Europe Écologie Les Verts et du Parti radical de gauche.
En juin 2012, lors des élections législatives, les partis soutenant l'action du nouveau Président de la République obtiennent 328 sièges, soit la majorité absolue à l'Assemblée nationale. Le Front de gauche indique que les conditions ne sont « pas réunies » pour son entrée au gouvernement.
Le 9 janvier 2013, a lieu une première réunion du « Comité de coordination de la gauche gouvernementale » regroupant les cinq partis qui soutiennent l'action de François Hollande et du gouvernement Ayrault. Cette réunion rassemble Harlem Désir pour le PS, Jean-Michel Baylet pour le PRG, Pascal Durand pour EÉLV, Jean-Luc Laurent pour le MRC et Robert Hue pour le MUP.
Le 31 mars 2014, à la suite de la défaite de la gauche aux élections municipales, Jean-Marc Ayrault démissionne de ses fonctions de Premier ministre et est remplacé par Manuel Valls, alors ministre de l'Intérieur. Il compose son gouvernement, cette fois sans la participation des écologistes, qui ont refusé de faire partie du gouvernement malgré la proposition d’un grand ministère rassemblant l’environnement (écologie, développement durable), l’énergie, le logement et le transport. Cependant, lors du remaniement ministériel du 11 février 2016, trois élus écologistes membres du Parti écologiste, issu de la scission d'EÉLV, réintègrent le gouvernement : Emmanuelle Cosse, est nommée ministre du Logement et de l'Habitat durable, le sénateur Jean-Vincent Placé est nommé secrétaire d'État à la Réforme de l'État, et la députée Barbara Pompili est nommée secrétaire d'État à la Biodiversité. Le PRG voit deux de ses membres nommés au gouvernement après le départ de Sylvia Pinel, la dernière ministre qui les représentait : Jean-Michel Baylet est nommé ministre de l'Aménagement du territoire, de la Ruralité et des Collectivités territoriales, et Annick Girardin est nommée ministre de la Fonction publique.
La majorité présidentielle de François Hollande fut donc composée du Parti socialiste (PS) et du Parti radical de gauche (PRG), accompagnés d'Europe Écologie Les Verts dans les gouvernements de Jean-Marc Ayrault, puis du Parti écologiste dans le deuxième gouvernement de Manuel Valls (à partir du 11 février 2016) et le gouvernement de Bernard Cazeneuve.
Pour préparer la Primaire citoyenne de 2017, le 1er secrétaire du PS Jean-Christophe Cambadélis lance la « Belle alliance populaire » le 12 avril 2016. Cette alliance regroupe le Parti socialiste, le Parti radical de gauche et l'Union des démocrates et des écologistes (PÉ et FD). Cependant, à la suite de la non-candidature de François Hollande, la désignation de Benoît Hamon (ancien frondeur) et la défection de nombreuses personnalités vers la candidature d'Emmanuel Macron, la Belle alliance populaire est enterrée avant l'élection présidentielle.

## Présidence d'Emmanuel Macron
Au lendemain de l'élection d'Emmanuel Macron le 7 mai 2017, le parti En marche ! fondé le 6 avril 2016 devient La République en marche ! pour mener la campagne des législatives et pour construire la majorité présidentielle. Pour être investi candidat REM, il est nécessaire de remplir au préalable un certain nombre de critères (avoir moins de trois mandats, part importante de la société civile, exemplarité). Le 11 mai, La République en marche ! a publié une première liste de 428 candidats, corrigée et augmentée le 15 mai, à la suite de plusieurs couacs, et pour intégrer plus de candidats du MoDem.
L'étiquette « majorité présidentielle » est néanmoins portée par des candidats qui n'ont pas l'investiture REM. Manuel Valls, battu lors de la primaire socialiste, appelle à voter pour Emmanuel Macron dès le premier tour de l'élection présidentielle. Après la victoire d'Emmanuel Macron, il s'est déclaré de la majorité présidentielle mais, ne remplissant pas les critères pour l'investiture et pour des raisons politiques, un compromis a été trouvé : l'ancien Premier ministre n'affrontera pas de candidat investi REM dans la 1re circonscription de l'Essonne. Cependant, un dissident REM s'est déclaré candidat.
Un deuxième cas notable est celui de Philippe Folliot, député Alliance centriste ex-UDI du Tarn. Soutien de Nathalie Kosciusko-Morizet avant le premier tour de la primaire de la droite et du centre, puis d'Alain Juppé au deuxième, il rejoint l'équipe de campagne de François Fillon après sa victoire. À la suite des affaires révélées contre François Fillon pendant la campagne présidentielle et sa mise en examen, l'Alliance centriste apporte son soutien à Emmanuel Macron et est exclue de l'UDI. En course pour un quatrième mandat dans la 1re circonscription du Tarn, il ne remplit pas les critères de l'investiture REM. En revanche, il a le droit de se réclamer de la majorité présidentielle, malgré la dissidence d'un membre de REM.
Le 15 mai 2017, Emmanuel Macron nomme un membre des Républicains comme Premier ministre, Édouard Philippe. Le premier gouvernement Édouard Philippe dont les membres sont dévoilés le 17 mai est composé de plusieurs dissidents de partis politiques provenant du PS, du PRG et de LR, mais également de membres sans étiquette, présentés comme étant de la société civile.
Finalement, La République en marche ! annonce le 17 mai ne pas présenter de candidats dans 56 des 577 circonscriptions, protégeant des députés de droite et de gauche jugés proches.
Les élections législatives des 11 et 18 juin 2017 sont marquées par une large victoire de la majorité présidentielle avec la majorité absolue pour son nouveau parti La République en marche ! obtenant 308 sièges, son allié le MoDem obtenant quant à lui 42 députés. Par ailleurs, les 38 membres du groupe « Les Républicains constructifs-UDI » prônent une attitude constructive vis-à-vis des réformes proposées par le gouvernement, bien que le groupe soit inscrit comme faisant partie de l'opposition.
Au lendemain de la réélection du Président Macron le 24 avril 2022, les différentes composantes de la majorité sortante s'unissent dans une "confédération" électorale baptisée Ensemble au sein de laquelle les trois grands partis soutenant le Président de la République (LREM, MoDem et Horizons) se répartissent les circonscriptions. En outre, La République en Marche ! (LREM) devient Renaissance (RE).
Fait inédit depuis 1988, les élections législatives des 12 et 19 juin 2022 aboutissent à une Assemblée Nationale sans majorité absolue : la coalition macroniste perd largement la majorité parlementaire qu'elle détenait dans l'hémicycle sortant, conservant uniquement 245 sièges sur les 350 conquis en 2017. Le pouvoir exécutif doit ainsi composer avec une Chambre très fragmentée et dominée par les oppositions incarnées par la NUPES (151 sièges, gauche) et le RN (89 sièges, extrême droite). Quant aux LR, malgré la perte de plusieurs dizaines de sièges par-rapport à 2017, ils se retrouvent dans une position de « faiseurs de roi ».
À la suite des législatives, et en l'absence d'accord politique avec les principaux partis d'opposition, Emmanuel Macron et sa Première ministre Élisabeth Borne sont contraints de former le premier gouvernement minoritaire au Parlement depuis 1993.
À la suite des élections européennes de juin 2024 où l'extrême droite obtient la première place en proportion du vote, Emmanuel Macron annonce la dissolution immédiate de l'Assemblée Nationale et l'organisation de nouvelles élections législatives les 30 juin et 7 juillet, espérant profiter du vote de barrage à l'extrême droite par un électorat de gauche divisé par la campagne des européennes. La gauche déjoue ce calcul en construisant une alliance électorale, le Nouveau front populaire, autour d'engagements communs. Grâce au Front Républicain appelé par cette alliance entre les deux tours pour faire barrage au Rassemblement national, le résultat des élections législatives de juin 2024 accorde une victoire imprévue au Nouveau front populaire, faisant de la gauche le premier groupe de la nouvelle Assemblée en nombre de députés. Le parti présidentiel Renaissance obtient 93 députés, soit une perte de 57 sièges, au sein d'une Assemblée historiquement divisée. Le président perd sa majorité relative et compose avec  la droite afin de nommé un premier ministre ne disposant pas d'une majorité parlementaire.